# Haus des Gastes (Brilon)

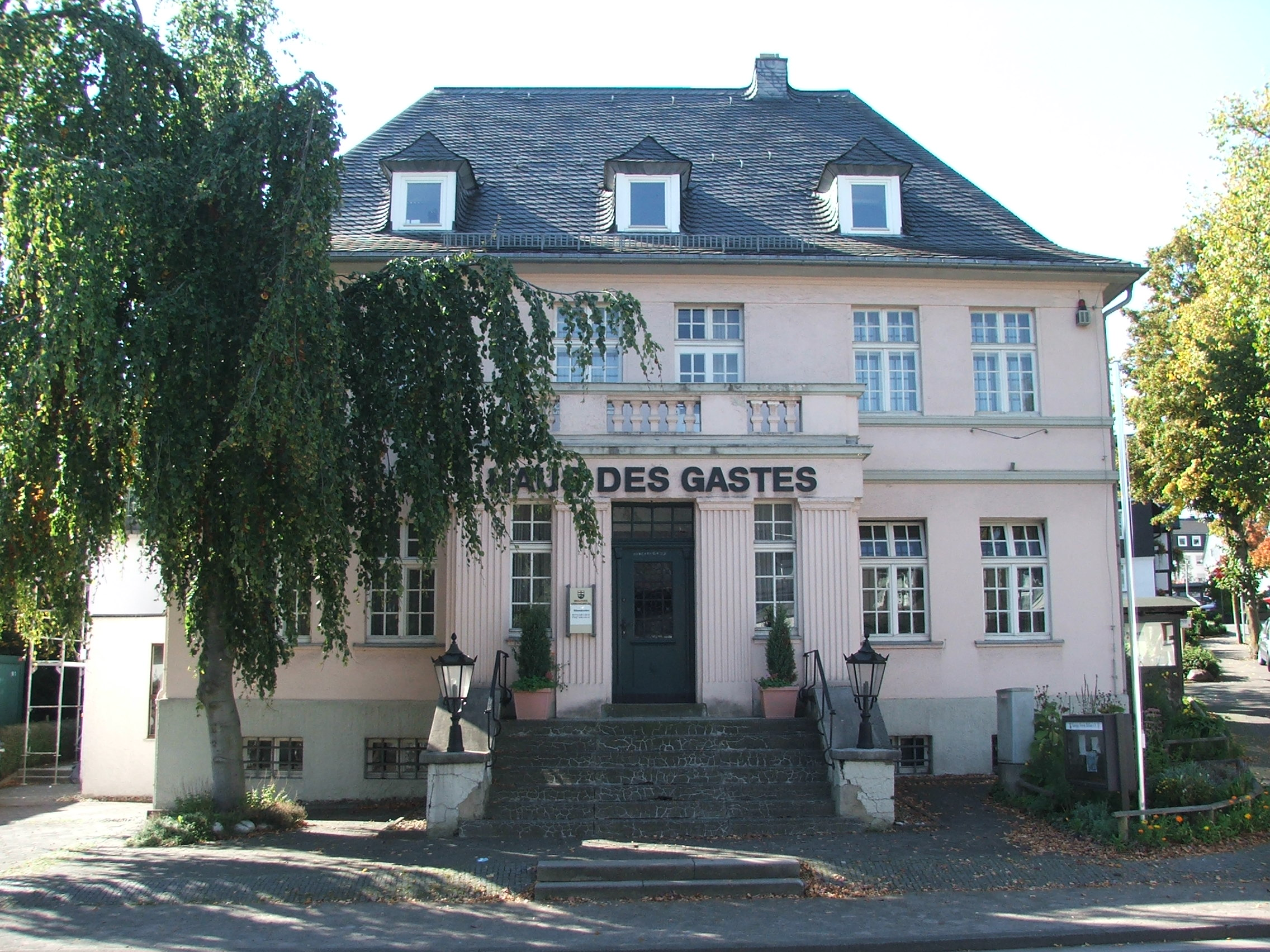
Haus des Gastes

Das Haus des Gastes ist eine Villa in Brilon im Stile des Klassizismus. Das Haus beherbergt in seinen Räumlichkeiten eine ehemalige Sammlung von Öfen des Ofenmuseums, die Stadtbibliothek und einen Kneipp-Verein. In den 1980er Jahren war hier auch das Stadtmuseum Brilon beheimatet.
Brilon war früher bekannt für seine hier hergestellten Gussöfen mit Heiz- und Kochfunktion. Einige dieser Exemplare wurden in der Sammlung gezeigt. Das Museum musste 2011 schließen.
Die Bibliothek umfasst einen Bestand von über 35.000 Medien und verzeichnete im Geschäftsjahr 2006 über 136.000 Ausleihen bei 11.250 eingetragenen Mitgliedern.
Der Kneipp-Verein zeigt Kneipp’sche Wasseranwendungen, Heusäcke und Wickel und unterhält in der Stadt kleine Kräutergärten.